# Tuszków
Tuszków (ukr. Тушків), 1951–19XX Żowtnewe (ukr. Жовтневе) – dawna wieś, obecnie na terenie Ukrainy, rejonu czerwonogrodzkiego obwodu lwowskiego. Leżała między Worochtą a Bełzem, nad Rzeczycą.
Wieś starostwa grodowego bełskiego na początku XVIII wieku. W II Rzeczypospolitej do 1934 samodzielna gmina jednostkowa. Następnie należała do zbiorowej wiejskiej gminy Bełz w powiecie sokalskim w woj. lwowskim. W 1931 wieś liczyła 292 mieszkańców, w większości Polaków, W marcu 1944 nacjonaliści ukraińscy z OUN - UPA zamordowali tutaj 8 Polaków. Po wojnie wieś weszła w skład powiatu hrubieszowskigo w woj. lubelskim. W 1951 roku wieś wraz z większą częścią gminy Bełz (którą równocześnie przekształcono w gminę Chłopiatyn) została przyłączona do Związku Radzieckiego w ramach umowy o zamianie granic z 1951 roku.